# Charles Émile François-Franck
Charles Émile François-Franck (Parigi, 7 maggio 1849 – Parigi, 8 settembre 1921) è stato un fisiologo e patologo francese.

## Biografia
Dal 1871 lavorò come stagista presso l'ospedale di Bordeaux, poi ritornò nel suo paese natale, Parigi, dove lavorò come assistente di Étienne-Jules Marey nel laboratorio di fisiopatologia del Collège de France. Nel 1885 fu nominato direttore del laboratorio, e nel 1890, raggiunse il titolo di professore. Tra i suoi collaboratori presso il Collège de France vi era il neuropatologo Gustave Roussy. Nel 1887 fu eletto membro dell'Académie nationale de médecine.
La sua ricerca comprendeva principalmente gli studi della vasodilatazione, del flusso polmonare e delle funzioni cerebrali. Era il pioniere della simpaticectomia (interruzione del sistema nervoso simpatico).

## Opere principali
- Recherches sur l'anatomie et la physiologie des nerfs vasculaires de la tête, 1875.
- Leçons sur les fonctions motrices du cerveau (réactions volontaires et organiques) et sur l'épilepsie cérébrale (introduzione di Jean-Martin Charcot), 1887.
- Fonctions réflexes des ganglions du grand sympathique, 1894.
- Nouvelles recherches sur l'action vaso-constrictive pulmonaire du grand sympathique, 1895.
- Cours du Collège de France de 1880 à 1904.
- L'oeuvre de E.-J. Marey: membre de l'Institut et de l'Académie de Médecine, etc., 1905.[6]